# Лютенська сотня
Лютенська сотня — адміністративно-територіальна і військова одиниця Гадяцького полку. Адміністративний центр містечко Лютенька.

## Історія
Сформувалася у складі Гадяцького полку (1648—1649 pp.). Зборівською угодою закріплена у складі Полтавського полку (1649—1662 pp.). Нараховувала сотня 16 жовтня 1649 р. 157 козаків.
При створенні у 1662 р. Зіньківського полку Лютенька увійшла до його складу на весь час існування цієї адміністративної одиниці (1662—1672 pp.). 1672 p. І. Самойлович відновив Гадяцький полк, включивши до його території і Лютенську сотню. В його складі вона перебувала від 1672 р. до 1782 р. Після ліквідації територія і населені були розділені між Миргородським повітом Київського намісництва та Гадяцьким повітом Чернігівського намісництва.

## Населені пункти
с.Лютенські Будища, с. Лисівка, м. Лютенька, с. Млини, с. Перевіз, с. Соколівка.
В описі 1765—1769 pp. до означених населених пунктів ще додано села: Глобине, Вергуни, Пустовойтівка, Савинець, Сухорябівка, Турбаї та Фидрівка.

## Символіка
Прапор Лютенської сотні (з 1649 року):  полотнище малинового кольору, біля древка по вертикалі зеленого кольору Посередині золотий козацький хрест.
Герб сотенного містечка Лютенька Гадяцького полку прийнятий у 1772 році  має вигляд воїнського щита  зеленого кольору. Посередині щита  золотий козацький хрест.[1]

## Сотенна старшина

Михайло Борохович — лютенський сотник

### Сотники
- Миценко Іван (?— 1649 —?)
- Супрун (Морозенко ?) (? — 1654 — ?)
- Олефірович Сахно (? —1659—1660-?)
- Устимович Іван (? — 1661 — ?)
- Борохович Михайло Андрійович (? — 1670—1671 — ?)
- Скаженоженський (Сканожеженко) Іван (? — 1672 — ?)
- Мисиченко (Мисщенко) Федір (? — 1687 — ?)
- Засядько Лука Якович (1719—1725)
- Величай Онисим (1723, нак.)
- Келембет Федір (? — 1728 — ?)
- Величай Онисим (? — 1729 — ?)
- Ластовина Остап (1730, нак.)
- Засядько Лука Якович (? — 1735—1736 — ?)
- Бутко Гаврило (1736, нак.)
- Засядько Данило Лук'янович (1747)
- Шостак Ілля Опанасович (1748—1768)
- Порохневський Лев (1768—1773 — ?).

### Писарі
- Івашковський Олександр (? — 1654 — ?)
- Потапович Григорій (? — 1729—1736 — ?)
- Данилевський Яків Васильович (1743—1762)
- Мильченко Хома (1762—1773)
- Тихонович (1773—1780 — ?)

### Осавули
- Билим Іван (? — 1735—1746 — ?)

### Хорунжі
- Кальницький-Паниця Михайло (? — 1735—1746 — ?)
- Возниця Єфрем (1771—1772 — ?)

### Отамани
- Бакуменко Іван (? — 1654 — ?)
- Борохович Михайло Андрійович (? — 1676 — ?)
- Бойко Гаврило (? — 1682 — ?)
- Величай Онисим (? — 1725 — ?)
- Ластовина Остап (? — 1729—1730 — ?)
- Бутко Гаврило (? — 1736 — ?)
- Келембет Ілля (? — 1746 — ?)
- Ольховецький Іван (? — 1748—1749 — ?, за отамана, отаман: 1756—1772 — ?)

### Інша козацька старшина
Симонович Сидір (?-1687-?). Келембовський Федір — значковий товариш Гадяцького полку 1738 р., жив у м. Лютеньці. Кошовий Дмитро Єлимович (1711—1790 — ?) — був на українській лінії у фортеці Святого Іоана в команді сотника лютенського Онисима Величая сотенним писарем до 1732 р. Сотенний осавул Трилевський Федір (-1764-). Сотенний хорунжий Паниця Данило (-1764-). Значковий товариш Келембет Ілько (-1764-). Міщенко Каленик — службу розпочав з 1770 р., з 1775 р. сотенний лютенський канцелярист, полковим канцеляристом (1778), значковий товариш (з 1779).

## Козаки сотні Лютенської із Зборівського реєстрту 1649 року
Артименко Сидоръ (Лютенская),Бакум (Лютенская),Белженъко Корнеи (Лютенская),Будниченко Гаврило (Лютенская),Бутъ Иванъ (Лютенская),Бышовецъ Яцко (Лютенская),Бышовченко Иванъ (Лютенская),Василенъко Степанъ (Лютенская),Василец (Лютенская),Васченко Иванъ (Лютенская),Величковъ брат Феско (Лютенская),Вергунов Ярема (Лютенская),Воитовичъ Юско (Лютенская),Волосенко Ярешъко (Лютенская),Волчепъко (Лютенская),Вороновскии Анъдрушко (Лютенская),Гавриленко Иванъ (Лютенская),Гапонъ (Лютенская),Гладкии Иванъ (Лютенская),Глуз Кононъ (Лютенская),Горбань Федоръ (Лютенская),Горошинскии Курило (Лютенская),Гребенник Мусеи (Лютенская),Гриценко Васко (Лютенская),Гриценъко Ярема (Лютенская),Гугнивенъко Савъка (Лютенская),Гугнивыи Савъка (Лютенская),Гудимъ Кирикъ (Лютенская),Гупъскии Иванъ (Лютенская),Давыденко Стецко (Лютенская),Давыденъко Панасъ (Лютенская),Даниленъко Максим (Лютенская),Дацковъ брат Иванъ (Лютенская),Деревянченъко Панъко (Лютенская),Дубиненъко Фил (Лютенская),Дубинка Карпъ (Лютенская),Дудичъ Анъдрушко (Лютенская),Евтушенко Панко (Лютенская),Жереленъко Феско (Лютенская),Забузскии Феско (Лютенская),Зубко Мартин (Лютенская),Зуенъко Кузма (Лютенская),Зузиченко Иванъ (Лютенская),Ивашковскии (Лютенская),Кабаненко (Лютенская),Капитаненко Игнат (Лютенская),Карпенъко Тимошъ (Лютенская),Качуба Анъдреи (Лютенская),Клименко Данило (Лютенская),Клименко Павелъ (Лютенская),Ковал Феско (Лютенская),Ковал Харко (Лютенская),Коваленко Тишко (Лютенская),Колесник Гринецъ (Лютенская),Колесник Дорошъ (Лютенская),Коломыец Петро (Лютенская),Конъдратенъко Демко (Лютенская),Корзунъ Радко (Лютенская),Корсуненъко Иванъ (Лютенская),Корсунецъ Иванъ (Лютенская),Корсунецъ Илко (Лютенская),Костяченко Корънеи (Лютенская),Кравец Грицко (Лютенская),Кривъчичъ Васко (Лютенская),Крутоголов Васил (Лютенская),Кукла Яцко (Лютенская),Кулиничъ Тишко (Лютенская),Кушнеръ Грицко (Лютенская),Лазаренко Миронъ (Лютенская),Лекаило Грицко (Лютенская),Лещенко Кость (Лютенская),Лобань Иванъ (Лютенская),Лобачов Гаврило (Лютенская),Логвиненко Юско (Лютенская),Лохвицкии Петро (Лютенская),Лютого Яцъко (Лютенская),Малыи Гришко (Лютенская),Малыи Якимецъ (Лютенская),Маслеи (Лютенская),Мелещенко Андреи (Лютенская),Метла (Лютенская),Мигляи Дмитро (Лютенская),Милашъ (Лютенская),Мироненко Гаврило (Лютенская),Мисченко Иванъ сотник,Морозенко Супрунъ (Лютенская),Морозенко Трохим (Лютенская),Мусеец (Лютенская),Надточии Наумъ (Лютенская),Нестеренко Анъдрушко (Лютенская),Ничипоренко (Лютенская),Одарченъко Мартинъ (Лютенская),ожуховскии (Лютенская),Олесченко Федорецъ (Лютенская),Опришко Павелъ (Лютенская),Острогляд Анъдреи (Лютенская),Осыпенко Савъка (Лютенская),Отрошко (Лютенская),Паламаренко Мицъ (Лютенская),Панченъко (Лютенская),Пацюк Наумъ (Лютенская),Пачук Степанъ (Лютенская),Пачукъ Остапъ (Лютенская),Петигорскии Уласъ (Лютенская),Петренко Иванъ (Лютенская),Петренко Лаврик (Лютенская),Пинковъскии Тимко (Лютенская),Плюта Гринецъ (Лютенская),Попенко Гаврило (Лютенская),Потеха Васил (Лютенская),Почуико Миско (Лютенская),Пращуръ Ивань (Лютенская),Пулторадненко Юско (Лютенская),Пшеничныи Лукянъ (Лютенская),Раценко Иванъ (Лютенская),Рацерко Омелян (Лютенская),Рудыи Андреи (Лютенская),Ручъчинскии Дацъко (Лютенская),Савъчинъ Курило (Лютенская),Санкгул Васил (Лютенская),Свинарскии Омелян (Лютенская),Сененъко Тишко (Лютенская),Серикъ Васко (Лютенская),Сидоренко Васко (Лютенская),Силка (Лютенская),Силчинъ брат Гаврило (Лютенская),Силчинь брат Васко (Лютенская),Скатенъко Пилип (Лютенская),Скрилник Феско (Лютенская),Сокалскии Федко (Лютенская),Солодовниченко Гарасим (Лютенская),Старыи Илляшъ (Лютенская),Стороженко Иванъ (Лютенская),Стрелченъко Дахно (Лютенская),Стрилченко Курило (Лютенская),Сусченко Павелъ (Лютенская),Счербина Яцко (Лютенская),Счербиненко Грицъко (Лютенская),Тарапата Миско (Лютенская),Тесля Максим (Лютенская),Трохим (Лютенская),Устымович Иванъ (Лютенская),Федоренко Дацко (Лютенская),Хведорец (Лютенская),Черкасъ Семенъ (Лютенская),Черняченко Грицко (Лютенская),Чорнушенко Иванъ (Лютенская),Чорныи Гришко (Лютенская),Чорныи Иванъ (Лютенская),Чугуевецъ Юско (Лютенская),Шепеленко Леско (Лютенская),Шкурка Гаврило (Лютенская),Шулга Левъко (Лютенская),Юръченко Ивашко (Лютенская),Юхненко Иванъ (Лютенская),Яблоновскии Анъдреи (Лютенская),Яхненко Каръпъ (Лютенская).

## Опис селищ Лютенської сотні, що відійшли до Миргородського повіту (Київського намісництва)
За описом Київського намісництва 1781 року наявні наступні дані про села північної частини Лютенської сотні, що увійшла до складу Миргородського повіту :
| Населені пункти Лютенської сотні                            | Дворян і шляхетства | Різночинців | Духовенства | Церковників | Греків | Хат              | Хат                   | Хат   | Хат                                        | Хат                                                           | Всього | Всього                             |
| ----------------------------------------------------------- | ------------------- | ----------- | ----------- | ----------- | ------ | ---------------- | --------------------- | ----- | ------------------------------------------ | ------------------------------------------------------------- | ------ | ---------------------------------- |
| Населені пункти Лютенської сотні                            | Дворян і шляхетства | Різночинців | Духовенства | Церковників | Греків | козаків виборних | козаків підпомічників | міщан | посполитих коронних, в тому числі рангових | посполитих власницьких, різночинських і козацьких підсусідків | хат    | за останньою 1764 року ревізії душ |
| Відійшли до Миргородського повіту (Київського намісництва): |                     |             |             |             |        |                  |                       |       |                                            |                                                               |        |                                    |
| селище Соколівка                                            | —                   | —           | —           | —           | —      | 46               | 31                    | —     | —                                          | 10                                                            | 87     | —                                  |
| селище Млини                                                | —                   | 1           | —           | —           | —      | 4                | —                     | —     | —                                          | 62                                                            | 66     | —                                  |
| Всього у частині сотні Лютенської                           | —                   | 1           | —           | —           | —      | 50               | 31                    | —     | —                                          | 72                                                            | 153    | 335                                |